# Urszula Antoniak
Urszula Antoniak (Częstochowa, 1968) is een Pools-Nederlandse regisseuse. Ze studeerde af aan de Krzysztof Kieślowski Faculteit voor Radio en Televisie van de Universiteit van Silezië in Katowice (ook bekend als de Katowice Film School) en de Nederlandse Film en Televisie Academie in Amsterdam.
Haar film Nothing Personal won in 2009 een Gouden Kalf voor beste regie, beste lange speelfilm, beste geluid en beste camera. De film won de Leopard-award voor Best First Feature Film tijdens het Internationaal filmfestival van Locarno.